# Leuchtturm Amrum
Der Leuchtturm Amrum steht im Süden der nordfriesischen Insel Amrum, etwa 2 km westlich von Wittdün. Er gehört zur Gemeinde Nebel und  ist eines der Wahrzeichen der Insel. Im Sommerhalbjahr ist er für den Publikumsverkehr geöffnet. Ebenfalls auf Amrum befinden sich der Leuchtturm Norddorf, der Leuchtturm Nebel und der stillgelegte Leuchtturm Wittdün. Das Leitfeuer Wriakhörn wurde 2016 abgetragen.

## Daten
Die Feuerhöhe des Leuchtturms beträgt 63 m über dem mittleren Hochwasser und ist eine der höchsten an der deutschen Nordseeküste. Der Turm selbst ist 41,8 m hoch und seine Spitze damit auf 67,7 m. Die Funktion ist die eines Seefeuers. Über 197 Stufen gelangt man zum Aussichtsbereich. Die Tragweite des Leuchtfeuers beträgt 23,3 Seemeilen.
Die Optik besteht aus 16 geschliffenen Linsenfeldern. Die Kennung lautet: Blz, 7,5s (Blitz, also eine Leuchterscheinung von weniger als 0,7 Sekunden Dauer, alle 7,5 Sekunden). Als Lichtquelle wird eine 230V/250W-Halogen-Metalldampflampe verwendet. Die Internationale Ordnungsnummer des Leuchtturms ist B 1686.
Die Dicke des Mauerwerks beträgt am Fuß 1,72 m. Unterhalb der Laterne verjüngt es sich auf einen Meter.
Der Leuchtturm gehört zu den Kulturdenkmalen in der Gemeinde Nebel (Nr. 8 der Denkmal-Liste).

## Geschichte
Ein in der Hamburger Zeitung 1868 erschienener Artikel über den Verlust dreier Schiffe bei Amrum und Sylt löste einen heftigen sowie kuriosen Expertenstreit darüber aus, wo in dieser Region ein Leuchtturm gebaut werden solle. 1872 wurde die Entscheidung gefällt, dass ein Leuchtfeuer auf einer 25 Meter hohen Düne auf der Insel Amrum errichtet werden sollte. 1873 begann der Bau des Turmes, welcher jedoch zu einem Hindernislauf für alle Beteiligten wurde.

### Bau, Inbetriebnahme und spätere Veränderungen
Die Arbeit musste bereits nach fünf Wochen unterbrochen werden, da die Granitsteine für die 172-stufige Wendeltreppe fehlten. Als diese eintrafen, streikte ein Teil der Bauarbeiter und weigerte sich, diese „öde“ Insel zu betreten. Mit den noch verbliebenen Arbeitern und weiteren Ersatzarbeitern gelang es dann aber doch bis November 1874, den Ziegelsteinbau fertigzustellen und die 16-linsige Optik mit der dazugehörigen fünfdochtigen Argand-Lampe einzubauen. Der ganze Linsenapparat war 1867 auf der Weltausstellung in Paris gezeigt worden. Unterhalb der Düne wurde für drei Leuchtfeuerwärter ein Wohnhaus gebaut.
Offiziell wurde das Leuchtfeuer Amrum Wittdün am 1. Januar 1875 kurz vor Sonnenuntergang in Betrieb genommen und ist somit der erste deutsche Leuchtfeuerbau in Nordfriesland. Das Leuchtfeuer wurde lange mit Petroleum betrieben und 1936 elektrifiziert. Bis 1952 war der Leuchtturm dunkelrot gestrichen; in diesem Jahr erhielt er seinen bis heute bestehenden Anstrich in hellerem Rot mit zwei weißen Ringen. Der letzte Leuchtfeuerwärter verließ 1984 den Turm nach dessen Automatisierung.

### Linsenapparat
Der 2,7 m hohe und 2,9 Tonnen schwere Linsenapparat ist sehr wertvoll. Sein heutiger Wert wurde auf rund fünf Millionen Euro geschätzt. Einige Teile haben eine – an heutigen Maßstäben gemessen – extrem hohe Lebensdauer. So musste das Kugellager, das die komplette sich drehende Optik trägt, erst 1993, also 118 Jahre nach Inbetriebnahme, ausgewechselt werden. Dazu wurde in einer sehr aufwändigen Aktion die gesamte Optik einige Zentimeter angehoben, um die alten Teile aus- und die neuen einzubauen.

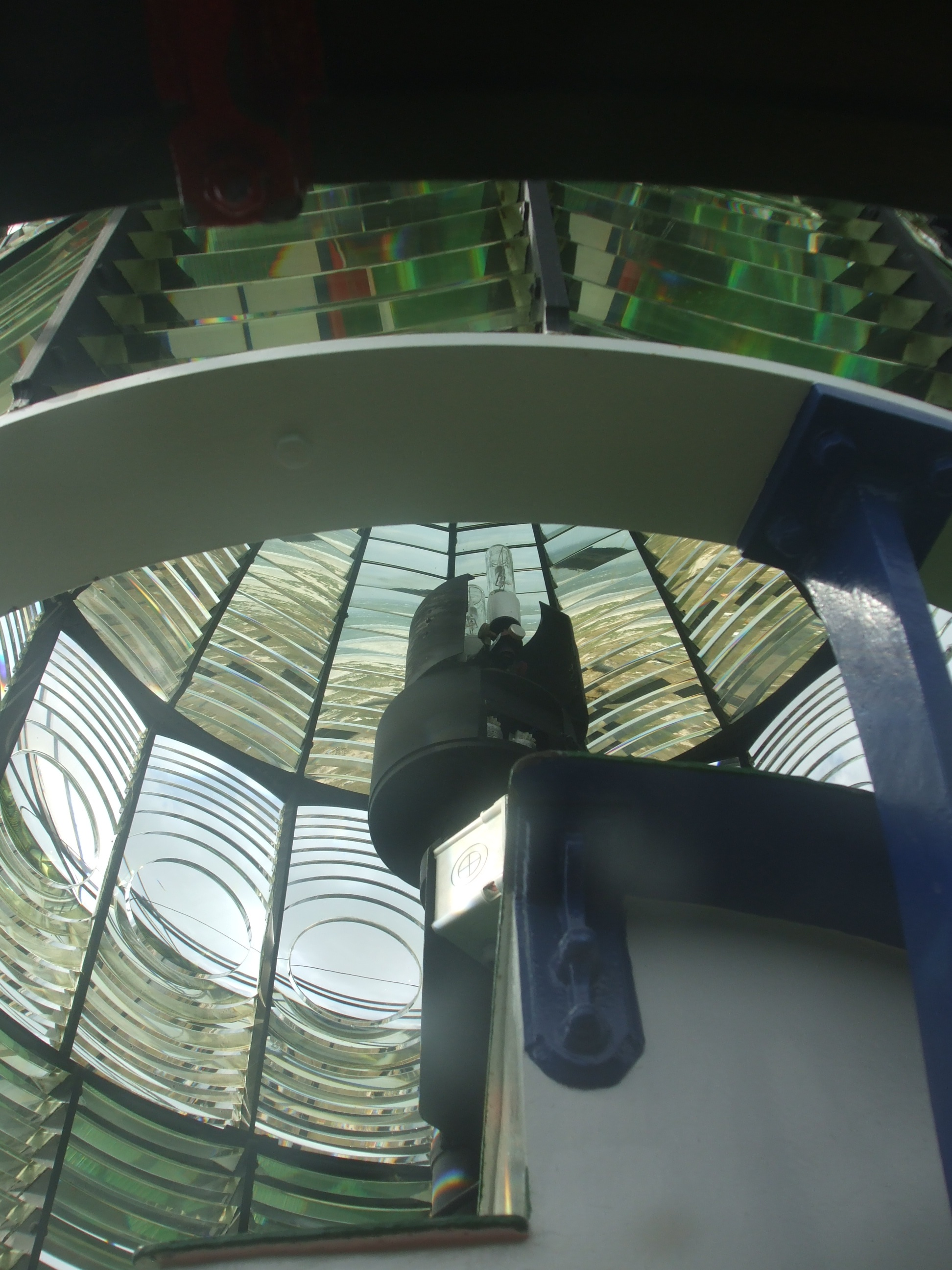
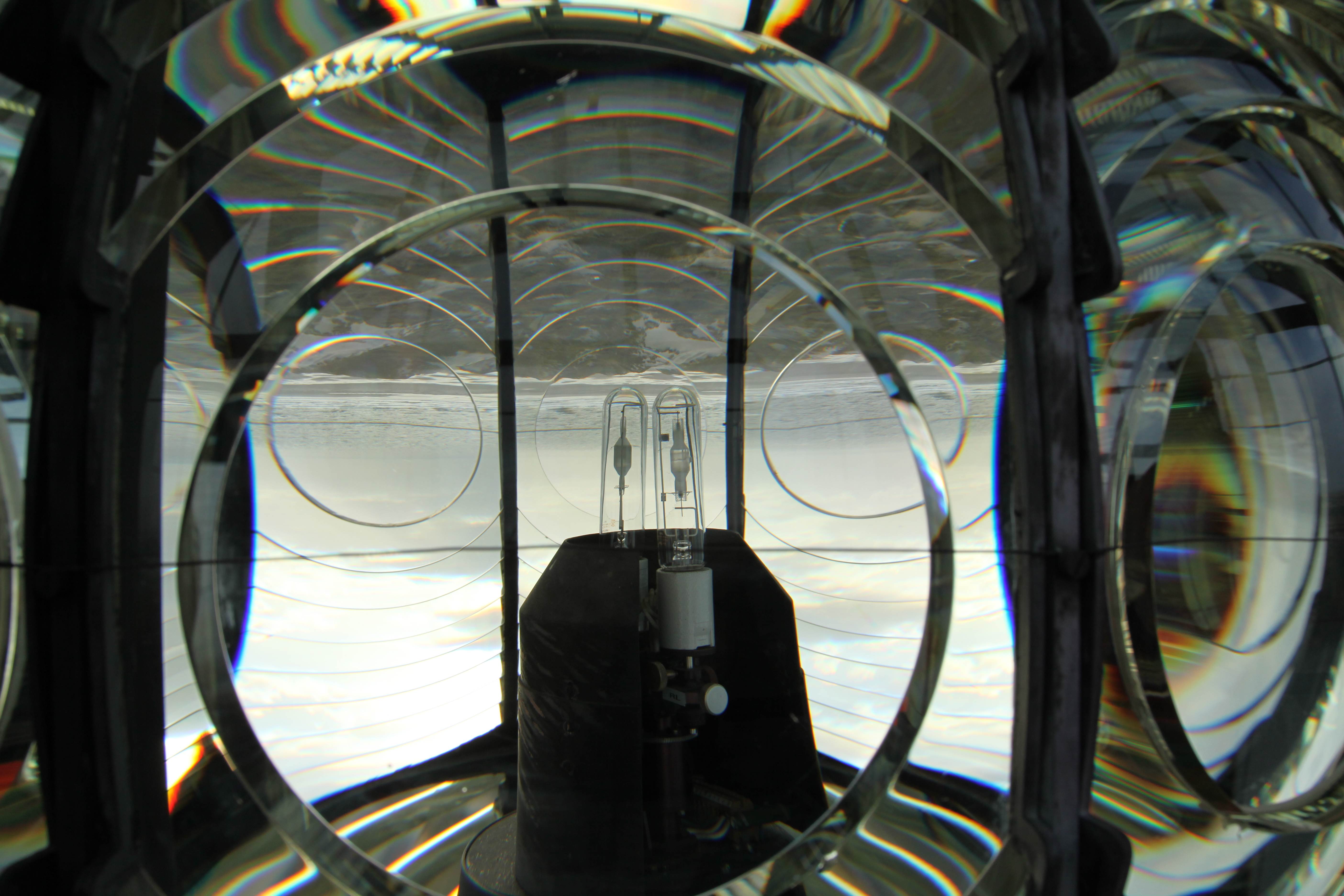
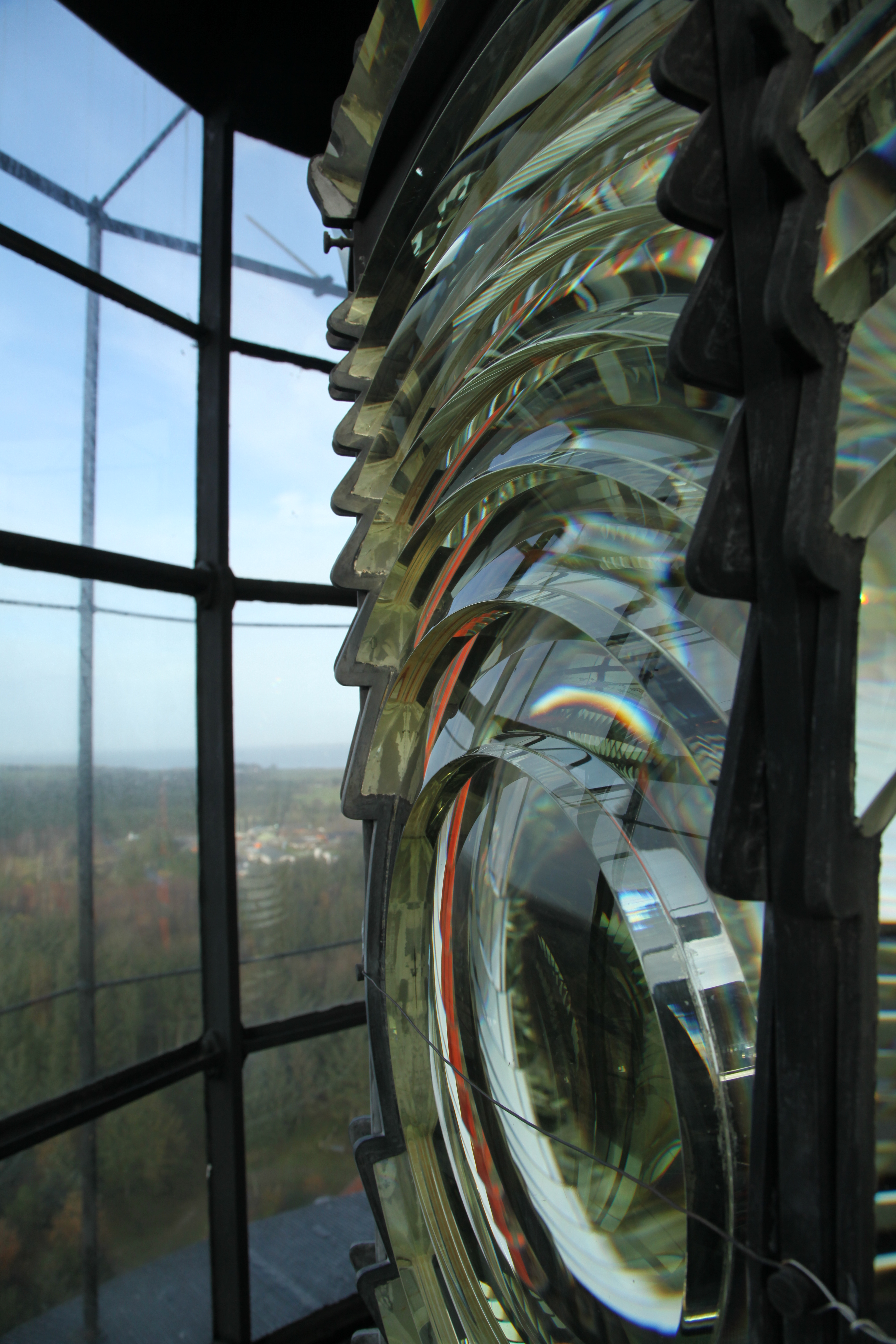

## Briefmarken
Der Leuchtturm Amrum wurde innerhalb von drei Jahren auf zwei Briefmarken der Deutschen Post gewürdigt (2005 und 2008).

## Siehe auch

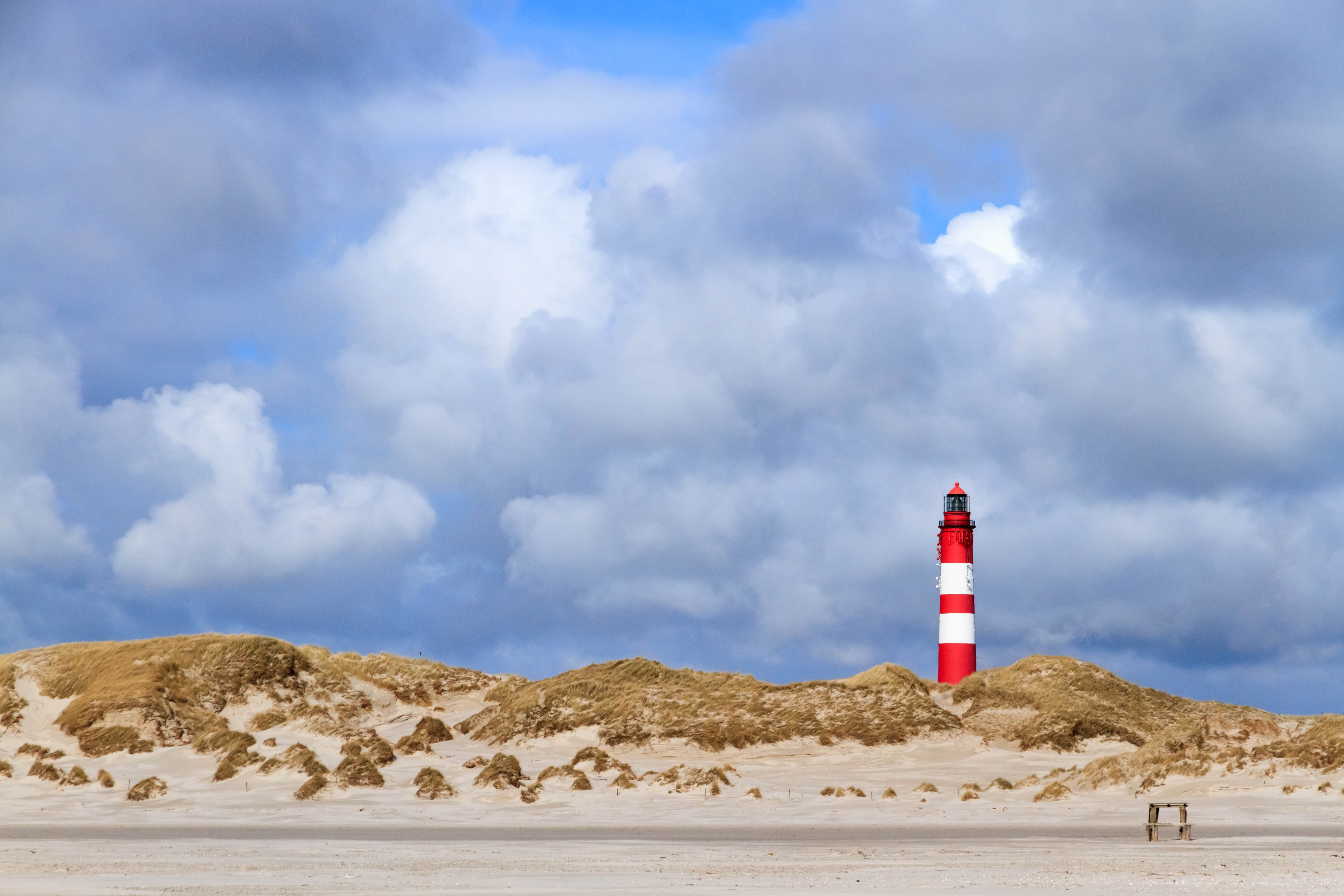
In den Dünen